# Латинская дельта
, ẟ (дельта/рукописная D) — буква расширенной латиницы. Иногда обозначала звук [ð] в качестве альтернативы букве Ꝺ в средневековом валлийском.

## Использование
Обозначала звук [ð] в качестве альтернативы Ꝺ в средневековом валлийском.
Также используется в кипрско-арабском и ваханском для обозначения того же звука.